# ياسوهيرو هيراوكا
ياسوهيرو هيراوكا (باليابانية: 平岡 康裕) (23 مايو 1986 في فوجينوميا في اليابان – )؛ هو لاعب كرة قدم ياباني سابق كان يلعب كمدافع.

## وصلات خارجية
- ياسوهيرو هيراوكا على موقع رابطة كرة القدم اليابانية للمحترفين (اليابانية)
- ياسوهيرو هيراوكا على موقع قاعدة بيانات كرة القدم.إي يو (الإنجليزية)
- ياسوهيرو هيراوكا على موقع Soccerway.com (الإنجليزية)
- ياسوهيرو هيراوكا على موقع عالم كرة القدم.نت (الإنجليزية)
- ياسوهيرو هيراوكا على موقع كووورة